# Hydrophobie

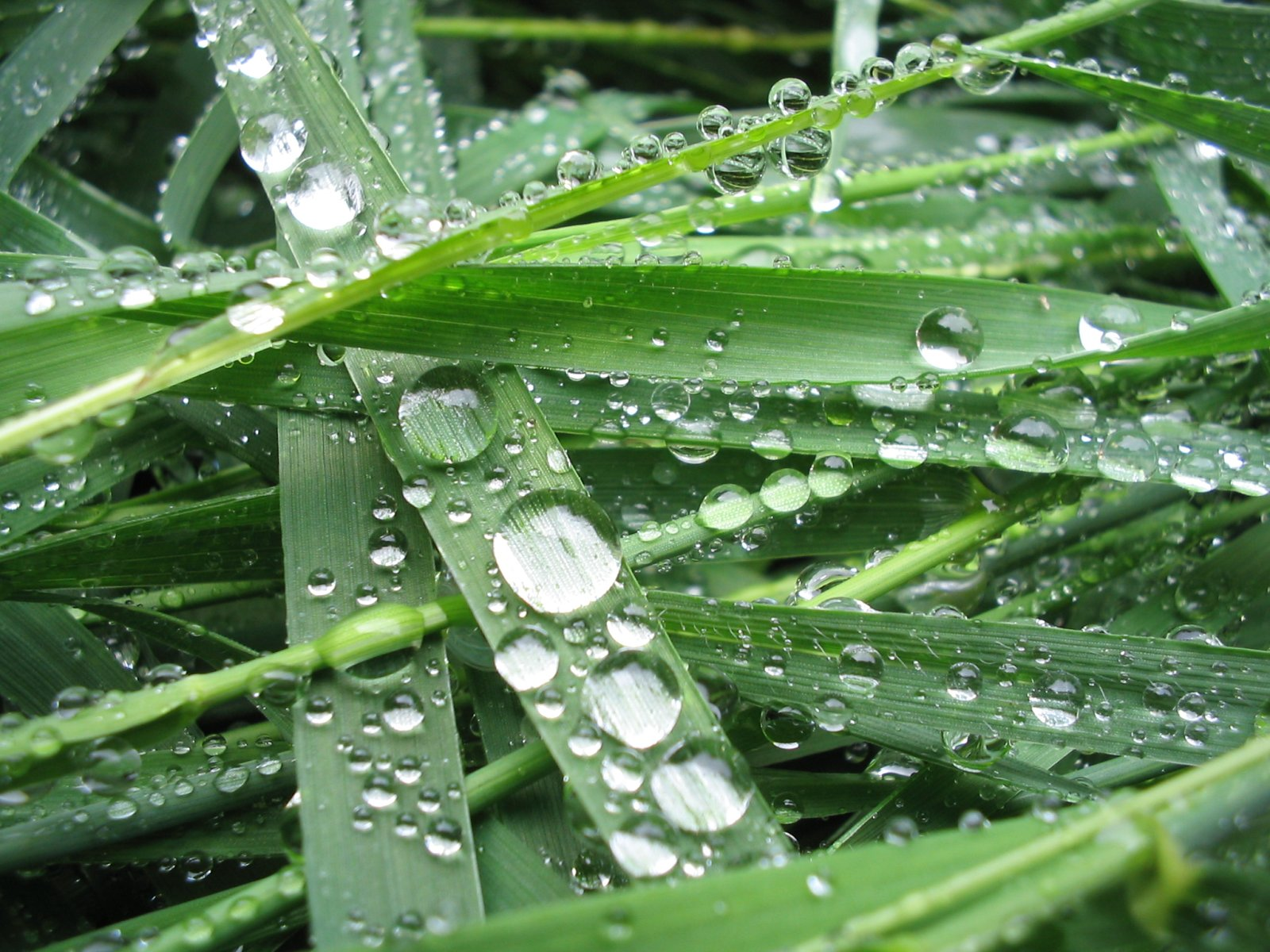
Die hydrophobe Oberfläche von Gras lässt das Wasser abperlen.

Der Begriff hydrophob stammt aus dem Altgriechischen (ὕδωρ hýdor „Wasser“ sowie φόβος phóbos „Furcht“) und bedeutet wörtlich „wassermeidend“. Nach IUPAC-Definition ist die Hydrophobie der Zusammenschluss unpolarer Gruppen oder Moleküle in einer wässrigen Umgebung aufgrund der Tendenz von Wasser, unpolare Gruppen oder Moleküle auszuschließen. Allgemein werden dadurch Substanzen charakterisiert, die sich nicht mit Wasser mischen. Oberflächen aus hydrophobem Material lassen Wasser abperlen. Ist eine Oberfläche sehr stark wasserabweisend, wird auch von Superhydrophobie gesprochen.

## Eigenschaften
Unpolare Stoffe wie Fette, Wachse, Alkane und Alkene sind hydrophob. Beim Versuch hydrophobe Stoffe in Wasser zu lösen, tritt generell ein sogenannter hydrophober Effekt auf und bei manchen kleinen, hydrophoben Spezies, wie Methan oder Xenon, bilden sich sogar entropisch ungünstige Klathrat-Strukturen. Generell ist deshalb die Löslichkeit dieser Stoffe in Wasser gering.
Das Maß für den Ausprägungsgrad der Hydrophobie von Stoffen (meist Proteinen) ist die Hydrophobizität. Das Gegenteil der Hydrophobie ist die Hydrophilie.
Hydrophobe Stoffe können auch lipophil sein, das heißt, sie lösen sich gut in Fett und Öl auf. Hydrophobie ist jedoch nicht immer mit Lipophilie gleichzusetzen, denn manche Stoffe sind gleichzeitig hydrophob und lipophob, z. B. Fluorcarbone, Silikone und manche ionische Flüssigkeiten, wie z. B. BMIIm, welche in der Regel weder wasser- noch fettlöslich sind. Diese Stoffe werden amphiphob genannt.
Moleküle, die sowohl lipophile als auch hydrophile Strukturteile besitzen, nennt man amphiphil. Diesen Effekt nutzen grenzflächenaktive Substanzen, wie beispielsweise Tenside oder Alkalisalze von Fettsäuren, um die Löslichkeit von unpolaren Verbindungen in der wässrigen Phase zu erhöhen und damit das Abwaschen von Schmutzpartikeln zu erleichtern. Es gibt auch amphiphile Moleküle im menschlichen Körper wie z. B. Membranlipide (u. a. Cholesterin) in der Zellmembran und amphiphile Helices, die als Signalpeptid in den Mitochondrien fungieren.

Unterschiedliche Oberflächen und zugehörige Kontaktwinkel für Wasser.

Die Größe des Kontaktwinkels zwischen Flüssigkeit und Feststoff hängt von der Wechselwirkung zwischen den Stoffen an der Berührungsfläche ab: je geringer diese Wechselwirkung, desto größer der Kontaktwinkel.
Man bezeichnet die Oberfläche:
- bei geringen Kontaktwinkeln (ca. 0°, Bild a) als hydrophil („wasserliebend“)
- bei Winkeln um 90° (Bild b) als hydrophob („wasserabweisend“)
- bei Winkeln über 90° (Bild c) als superhydrophob; letzteres wird bei sehr hohen Winkeln (ca. 160°) auch als Lotuseffekt bezeichnet und entspricht einer extrem geringen Benetzbarkeit.

Beispiele für hydrophobe Oberflächen sind Beschichtungen mit PTFE (Teflon) oder die Imprägnierung von Isolierstoffen und Textilien mit hydrophoben Stoffen wie Wachs, Paraffin oder anderen Beschichtungsstoffen.
Ein Extrembeispiel für eine hydrophobe Oberfläche ist die Oberfläche von Blättern und Blüten des Lotos. Diese ist rau und zusätzlich mit hydrophoben Substanzen bedeckt. Durch diese Besonderheit weist sie Kontaktwinkel von über 160° auf, sodass Tropfen auf ihr fast rund sind. Von solchen Oberflächen perlt Wasser sehr gut ab. Aufliegende Schmutzpartikel werden sehr leicht weggespült. Dieser Effekt wird Lotuseffekt genannt.

## Präzisierung des Begriffs
Entgegen der verbreiteten Vorstellung existieren zwischen ungeladenen Molekülen keine abstoßenden Wechselwirkungen. Selbst zwischen der sehr hydrophoben Oberfläche von Teflon und Wasser existiert eine anziehende Wirkung. Ohne eine solche könnten keine Wassertröpfchen an der Unterseite von hydrophoben Oberflächen haften, sondern würden herunterfallen.
Der Grund für hohe Kontaktwinkel gegenüber Wasser ist, dass Wassermoleküle untereinander stärkere Wechselwirkungen (Wasserstoffbrückenbindungen) eingehen, als mit der hydrophoben Oberfläche, mit welcher nur Van-der-Waals-Bindungen möglich sind. Deshalb ist bei hydrophoben Stoffen eine annähernd kugelförmige Gestalt von Wassertropfen energetisch am günstigsten.

## Hydrophober Effekt

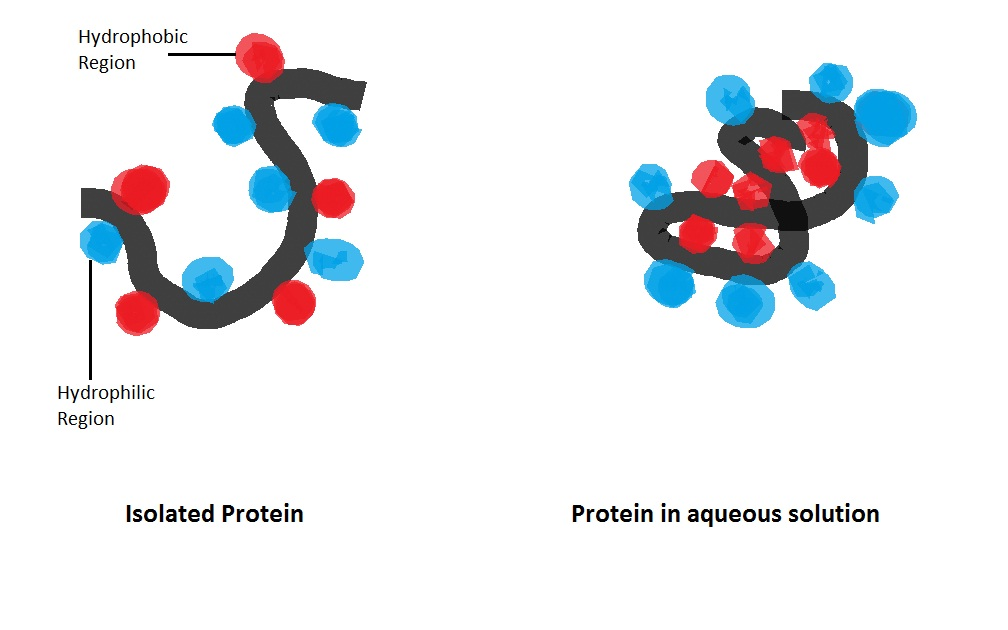
Schematische Darstellung des hydrophoben Effekts bei der Proteinfaltung mit polaren Bereichen (blau) und unpolaren, hydrophoben Bereichen (rot) jeweils in wässriger Umgebung und ungefaltetem (links) sowie gefaltetem (rechts) Zustand.

Der hydrophobe Effekt entsteht, wenn sich unpolare und elektrisch ungeladene Atome, Moleküle oder Molekülgruppen (als Teile von größeren Molekülen) in wässriger Lösung befinden. Er bezeichnet unter anderem die dann mögliche Zusammenlagerung („hydrophobe Assoziation“) von unpolaren Molekülen im Wasser und wässrigen Lösungen, wie sie z. B. bei Doppellipidschichten und bei Mizellen auftritt. Im Grunde beschreibt der hydrophobe Effekt, dass sich beispielsweise Wasser und Öl (unter normalen Bedingungen) nicht mischen. Eine besondere Bedeutung hat der hydrophobe Effekt für die Faltung von Proteinen, wie erstmals von John Cowdery Kendrew bei der Strukturanalyse des Myoglobins erkannt wurde.  So befinden sich in den meisten Proteinen die hydrophoben Aminosäuren im Inneren, während sich die hydrophilen Aminosäuren an der Oberfläche befinden. Das Ausmaß des hydrophoben Effekts eines Moleküls in Wasser wird durch die Hydrophobizität beschrieben. Die genauen Ursachen für den hydrophoben Effekt sind Gegenstand wissenschaftlicher Diskussionen und nicht abschließend geklärt. Im Folgenden werden einige der vermuteten Ursachen beschrieben.

### Entropie
Der hydrophobe Effekt wurde erstmals von Walter Kauzmann im Jahr 1954 mit einer Verringerung der Entropie des Wassers in Verbindung gebracht. Er stellte im Jahr 1959 die Hypothese auf, dass dies entscheidend für die Proteinfaltung sei, was jedoch in neueren Studien bezweifelt wird. Das Hauptargument ist die Vermutung, dass sich die Wassermoleküle in der direkten Nachbarschaft zu einem unpolaren Molekül (zu dem sie keine Wasserstoffbrückenbindungen bilden können) untereinander stärker binden als im „freien“ Wasser. Diese angrenzenden Wassermoleküle sind also leicht höher geordnet und deshalb eingeschränkter in ihrer translatorischen und rotatorischen Bewegung. Es handelt sich aber, wie unten beschrieben, insgesamt nicht um eine dramatische Einschränkung der lokalen Wasserbeweglichkeit, wie früher vermutet wurde. Im Zusammenhang mit dieser besonderen Solvatsphäre wird auch von der „hydrophoben Hydratation“ der inerten Spezies gesprochen. Weil nach dem 2. Hauptsatz der Thermodynamik die Entropie in einem abgeschlossenen System nie abnehmen kann, lagern sich mehrere hydrophob hydratisierte, unpolare Moleküle zusammen. Das verringert die Oberfläche zum Wasser und damit die Anzahl der geordneteren Wassermoleküle im Medium. Dadurch steigt die Entropie. Diese hydrophobe Assoziation ist bei bestimmten Molekülen (z. B. länglichen) die Grundlage der Biomembranbildung.
Generell gilt also:
- Die Entropie steigt durch die Freisetzung der Lösungsmittelmoleküle an, aber es resultiert auch ein Enthalpiegewinn durch stärkere Wechselwirkungen zwischen den freigesetzten Lösemittelmolekülen (bei Wasser vor allem Wasserstoffbrückenbindungen und Dipol-Dipol-Wechselwirkungen). Es gibt damit einen entropischen und einen enthalpischen Anteil am hydrophoben Effekt.[13]
- Es gibt demnach keine inner-energetische hydrophobe Kraft, der Effekt basiert auf der Besonderheit des Wasserstoffbrücken-gebundenen Lösungsmittels Wasser. Allerdings lässt sich der hydrophobe Effekt durch die Wirkung einer entropischen Kraft verstehen.[15]
- Da Druck und Temperatur z. B. einen Einfluss auf Zahl und Lebensdauer von Wasserstoffbrücken und damit auf die Struktur des Wassers haben, ist der entropische Anteil am hydrophoben Effekt auch von Druck und Temperatur abhängig. Er nimmt z. B. bei höheren Temperaturen ab.

In der Solvathülle von kleinen unpolaren Teilchen beträgt die Verlangsamung der Wassermoleküle aufgrund der stärkeren Wechselwirkung mit anderen Wassermolekülen bei Zimmertemperatur einige 10 % (z. B. beim Edelgas Xenon 30 %). Bei größeren unpolaren Molekülen kann eine Verlangsamung der Rotation und Diffusion des Wassers in der Solvatsphäre auch um einen Faktor 2 bis 4 vorkommen. Das bedeutet z. B., dass die Umorientierungskorrelationszeit des Wassers bei 25 °C von 2 Picosekunden auf 4 bis 8 Picosekunden ansteigt.
Es wird vermutet, dass bei der Proteinfaltung der hydrophobe Effekt ebenfalls eine wichtige Rolle spielt (hydrophober Kollaps). Denn obwohl die Entropie des Proteins durch dessen Faltung stark abnimmt ({\displaystyle S_{\text{Protein}}({\text{Protein ungefaltet}})>S_{\text{Protein}}({\text{Protein gefaltet}})}), überwiegt (vermuteter Weise) der Entropiegewinn im umgebenden wässrigen Medium ({\displaystyle S_{\text{Wasser}}({\text{Protein ungefaltet}})\ll S_{\text{Wasser}}({\text{Protein gefaltet}})}). Daher ist die Gesamtentropieänderung
{\displaystyle \Delta S=\Delta S_{\text{Wasser}}+\Delta S_{\text{Protein}}:=\left[S_{\text{Wasser}}({\text{Protein ungefaltet}})-S_{\text{Wasser}}({\text{Protein gefaltet}})\right]+\left[S_{\text{Protein}}({\text{Protein ungefaltet}})-S_{\text{Protein}}({\text{Protein gefaltet}})\right]<0,}
womit für den entropischen Beitrag {\displaystyle -T\Delta S=T|\Delta S|>0} gilt. Somit verläuft die Faltung spontan und bedarf keiner weiteren Energiezufuhr.

### Wasser-Netzwerk
Eine andere vermutete Erklärung für den hydrophoben Effekt ist, dass das Netz von Wasserstoffbrücken zwischen Wassermolekülen durch die hydrophoben Teilchen stark gestört wird.

## Systematische Erfassungsmöglichkeiten
Wesentliche Erkenntnisse über die Wasserstruktur um hydrophobe Teilchen und damit über die Ursachen des hydrophoben Effektes werden aus molekulardynamischen Computersimulationen erhalten.
Der hydrophobe Effekt kann durch die Bestimmung der Verteilungskoeffizienten von unpolaren Teilchen zwischen Wasser und unpolaren Lösungsmitteln quantifiziert werden. Die Verteilungskoeffizienten können (im NPT Ensemble) in die freie Überführungsenthalpie ΔG = ΔH - TΔS überführt werden, die aus der enthalpischen Komponente ΔH und der entropischen Komponente -TΔS besteht. Diese beiden Komponenten können kalorimetrisch bestimmt werden.

## Einflüsse
Eine Schwächung des hydrophoben Effektes durch Temperatur- und/oder Druckveränderung kann zur Denaturierung von Biomolekülen führen. Werden Zusatzstoffe, z. B. Salze, in die wässrige Lösung gebracht, so wird der hydrophobe Effekt ebenfalls verändert. Er kann sowohl verstärkt als auch verringert werden. Die Zugabe von z. B. größeren Mengen an Harnstoff führt zu einer Denaturierung von Proteinen.
Die Stärke des Einflusses von Salzen und damit von im Wasser gelösten Ionen auf den hydrophoben Effekt wird durch die sogenannte „Hofmeister-Reihe“ charakterisiert. Dabei handelt es sich um eine schon seit dem 19. Jahrhundert empirisch ermittelte und damit bekannte Ionen-Reihenfolge, welche aber bis heute noch nicht vollständig theoretisch verstanden ist.
Über kernmagnetische Relaxationszeitmessungen konnte gezeigt werden, dass Anionen eine Attraktion an der hydrophoben Grenzfläche erfahren, während dies für Kationen nicht gilt. Dieser Effekt kann möglicherweise Einzelheiten in der sogenannten Hofmeister-Reihe erklären.